# Litér
Litér je obec v Maďarsku v župě Veszprém, spadající pod okres Balatonalmádi. Nachází se asi 6 km západně od Veszprému. V roce 2015 zde žilo 2 168 obyvatel. Dle údajů z roku 2011 tvoří 88,5 % obyvatelstva Maďaři, 0,8 % Němci, 0,8 % Romové a 0,2 % Rumuni, přičemž 11,4 % obyvatel se ke své národnosti nevyjádřilo.

## Sousední obce
| Růžice kompasu |                     | Királyszentistván | Vilonya      | Růžice kompasu |
| Růžice kompasu | Veszprém            | Sever             | Papkeszi     | Růžice kompasu |
| Růžice kompasu | Veszprém            | Litér             | Papkeszi     | Růžice kompasu |
| Růžice kompasu | Veszprém            | Jih               | Papkeszi     | Růžice kompasu |
| Růžice kompasu | Szentkirályszabadja | Balatonalmádi     | Balatonfűzfő | Růžice kompasu |